# Institut supérieur international du parfum, de la cosmétique et de l'aromatique alimentaire
Il Institut supérieur international du parfum, de la cosmétique et de l'aromatique alimentaire è un istituto di formazione superiore in cosmesi fondato nel 1970 e situato a Versailles all'interno del campus dell'Università di Versailles Saint Quentin en Yvelines.

## Struttura
La scuola articola le proprie attività didattiche e di ricerca nei seguenti indirizzi:
- Commercio e marketing
- Cosmesi, profumeria e aromati
- Tecnico e scientifico